# 정부세종청사
정부세종청사(政府世宗廳舍, Government Complex Sejong)는 세종특별자치시에 위치한 대한민국의 정부청사이다. 정부세종청사의 관리는 행정안전부 정부청사관리본부에서 담당한다. 세종특별자치시 어진동에 위치하고 있다.

## 연혁
- 2005년 3월 18일 - 행정 수도 후속 대책을 위한 충남 연기·공주 지역 행정중심복합도시 건설을 위한 특별법 제정
- 2008년 12월 22일 - 1단계 1구간 기공식
- 2012년 8월 1일 - 정부세종청사로 명칭 확정 및 관보 게재[3]
- 2012년 9월 14일 - 국무조정실 이전 개시[4]
- 2012년 12월 27일 - 중앙 행정 기관 1단계 이전 완료, 정부세종청사 개청식
- 2013년 12월 29일 - 중앙 행정 기관 2단계 이전 완료
- 2014년 12월 26일 - 중앙 행정 기관 3단계 이전 완료
- 2022년 8월 - 정부세종청사 중앙동 완공

## 입주 기관
1동 (세종특별자치시 다솜로 261)
1단계 이전 대상이었다. 이곳의 옛 지명은 '서날판'이다. 언덕길에 있는 산줄기가 길쭉하고 윗부분이 평평해 공책 대신 글씨연습을 하던 '서판(書板)'처럼 생겼다고 해 붙여진 이름이다.
- 국무조정실
- 국무총리비서실

2동 (세종특별자치시 다솜3로 95)
1단계 이전 대상이었다. 옛 지명은 '옥동구레'이다. 1번 국도까지 이어지는 논이 농사가 잘 되어서 '옥동', 물이 많아 '구레'라고 붙여진 이름이다.
- 공정거래위원회
- 조세심판원

3동 (세종특별자치시 다솜2로 94)
1단계 이전 대상이었다. 옛 지명은 '샛골'이다. 예전에 고을 원님을 3명 배출해 '셋골'로 부르던 것이 변해서 '샛골'이 됐다고 한다.
- 세종청사관리소

4동 (세종특별자치시 갈매로 477)
1단계 이전 대상이었다. 옛 지명은 '샛골'이다. 예전에 고을 원님을 3명 배출해 '셋골'로 부르던 것이 변해서 '샛골'이 됐다고 한다.
- 복권위원회
- 과학기술정보통신부

5동 (세종특별자치시 다솜2로 94)
1단계 이전 대상이었다. 이 곳의 옛 지명은 '백호나리'이다. 예전에 풍수지리학자가 이곳이 몇 백 호의 집이 들어설 큰 동네(百戶)가 될 것이라고 예언했다고 한다.
- 농림축산식품부
- 해양수산부
- 중앙토지수용위원회
- 중앙해양안전심판원
- 항공철도사고조사위원회

6동 (세종특별자치시 도움6로 11)
1단계 이전 대상이었다. 옛 지명은 '민나루'이다. 마을 뒤편의 언덕(마루)이 높지 않고 밋밋하기 때문에 불렸다는 설이 있고, '백성 민(民)'과 마루가 합쳐서 서민이 사는 동네라는 의미도 있다.
- 국토교통부
- 환경부
- 행정중심복합도시건설청
- 중앙환경분쟁조정위원회

7동 (세종특별자치시 도움5로 20)
3단계 이전 대상이었다.
- 법제처
- 국민권익위원회

8동 (세종특별자치시 도움5로 19)
3단계 이전 대상이었다.
- 우정사업본부

9동 (세종특별자치시 도움4로 9)
2단계 이전 대상이었다.
- 국가보훈부
- 보훈심사위원회

10동 (세종특별자치시 도움4로 13)
2단계 이전 대상이었다.
- 보건복지부

11동 (세종특별자치시 한누리대로 422)
2단계 이전 대상이었다.
- 고용노동부
- 중앙노동위원회
- 최저임금위원회
- 산업재해보상보험재심사위원회

12, 13동 (세종특별자치시 한누리대로 402)
2단계 이전 대상이었다.
- 산업통상자원부

14동 (세종특별자치시 갈매로 408)
2단계 이전 대상이었다.
- 교육부
- 교원소청심사위원회

15동 (세종특별자치시 갈매로 388)
2단계 이전 대상이었다.
- 문화체육관광부
- 해외문화홍보원

16동 (세종특별자치시 국세청로 8-14)
- 국세청

17동 (세종특별자치시 정부2청사로 13)
- 소방청
- 인사혁신처
- 한국정책방송원

중앙동 (세종특별자치시 도움6로 42)
- 행정안전부
- 기획재정부
- 중앙재난안전상황실

## 특징
- 내진 특등급 (진도7~8)
- 초고속 정보통신건물 인증 1등급 적용
- 지능형건축물(Intelligent-Building) 인증 2등급 적용
- 소산시설(화생방1등급)
- Green Roof 단열효과로 건물 소비에너지 절감 (냉방16%, 난방10%)
- 자전거 보관대 : 1단계 794대 (1구역 143, 2구역 651)
- 무공해 쓰레기 처리시설(자동 크린넷) 도입으로 크린도시환경 구축
- 중수도, 빗물재이용시설로 조경, 위생용수 사용으로 수돗물 절감
- 변풍량(VAV) 공조시스템 설치, 개별 및 구역별 제어, 배기열회수장치 등
- 지열설비 및 태양광 발전설비 구축으로 연간 6.3억원 규모 에너지 절감
- 빗물 재이용시설 구축으로 연간 3천만원의 상하수도 요금 절감
- LED조명기구, 고효율모터, 고조도 반사갓 등 설치로 에너지 절감
- 유비쿼터스 지능화 행정서비스 제공을 위한 차세대 통신망 구축
- 통신방송 융합환경에서의 영상서비스를 위한 멀티미디어 방송시스템 설계[7]
- 옥상에는 세계에서 가장 큰 옥상정원이 있으며 홈페이지에서 신청 후 관람 가능

## 같이 보기
- 세종특별자치시
- 행정중심복합도시